# Lars Lindberg (musiklärare)
Lars Henrik Lindberg, född 6 januari 1933 i Risinge församling, Östergötlands län, död 19 oktober 2008 i Västerleds församling, Stockholms län, var en svensk musikdirektör.
Lindberg, som var son till pastor Eric Lindberg och Astrid Olsson, avlade folkskollärarexamen 1956, musiklärarexamen, musikledarexamen och kantorsexamen vid Kungliga Musikhögskolan 1962 samt violinpedagogexamen där 1967. Han var folkskollärare i Nattavaara 1956–1957, kommunal musikledare i Skellefteå stad 1962–1966 och från 1967. Han var lärare, utbildningsledare och prefekt vid Musikhögskolan i Piteå 1980–1997. Han hade stor betydelse för musiklärarutbildningens utveckling, såväl vid den egna institutionen som nationellt. Under hans tid etablerades i Piteå utbildningar i ljudteknik, kyrkomusik, komposition, körledning, musikpedagogik och mediepedagogik.